# Route nationale 49 (Estonie)
Pour les articles homonymes, voir Route nationale 49.
La route nationale 49 (Tugimaantee 49) est une route nationale estonienne reliant Imavere à Karksi-Nuia. Elle mesure 82,1 km.

## Tracé
- Comté de Järva
  - Imavere
  - Taadikvere (en)
  - Eistvere (en)
  - Kurla
  - Meossaare
  - Arkma
  - Ollepa
  - Sagevere
- Comté de Viljandi
  - Soomevere (en)
  - Paaksima (en)
  - Navesti (en)
  - Jaska (en)
  - Kuiavere (et)
  - Mudiste
  - Võivaku (et)
  - Auksi
  - Võistre
  - Tobraselja
  - Aindu
  - Jämejala
  - Mustivere
  - Pinska
  - Viljandi
  - Matapera
  - Sinialliku
  - Vardja
  - Intsu
  - Loodi
  - Hendrikumõisa
  - Aidu
  - Sultsi
  - Kassi
  - Muri (en)
  - Tuhalaane (en)
  - Morna (en)
  - Oti (en)
  - Karksi
  - Karksi-Nuia